# Horezu
Horezu è una città della Romania di 6 467 abitanti, ubicata nel distretto di Vâlcea, nella regione storica dell'Oltenia. 
La città è famosa per la produzione di ceramiche, che vengono presentate alla fiera annuale. La produzione artigianale di cermica di Herezu è inserita nella lista dei patrimoni orali e immateriali dell'umanità a partire dal 2012. 
Fanno parte dell'area amministrativa anche le località di Ifrimeşti, Râmeşti, Romanii de Jos, Romanii de Sus, Tănăseşti e Urşani.

## Architettura
Nei pressi della città si trova il Monastero di Horezu, fondato dal Principe di Valacchia Constantin Brâncoveanu nel 1690 e dichiarato Patrimonio dell'umanità dall'UNESCO.